# Hurra, unsere Eltern sind nicht da
Hurra, unsere Eltern sind nicht da ist ein deutscher Spielfilm von Wolfgang Schleif aus dem Jahr 1970. Uschi Glas, Hans-Jürgen Bäumler und Georg Thomalla sind in den Hauptrollen besetzt. 

## Inhalt
Die Eltern haben eine Reise nach Mallorca gewonnen, das Kindermädchen Kitty entscheidet sich kurz nach der Abreise der Müllers, endlich Gesangsstar und Model zu werden und geht, und so haben die vier Kinder – der Teenager Babsi, die Zwillinge Max und Moritz und das kleine Bübchen – endlich einmal das Haus für sich allein. Zwar soll ihr großer Bruder, der Tiefbauingenieur Klaus, auf sie aufpassen, doch ist der häufig bei der Arbeit. An der neuen Untermieterin Irene finden die Kinder und auch Klaus jedoch schnell Gefallen, auch wenn letzteren zunehmend seine Vergangenheit einholt: Nicht nur mit Silvia hat er ein Verhältnis, sondern auch zahlreiche frühere Verehrerinnen sprechen ihn an, als er in der Disko mit Irene erscheint. Nachdem diese mal wieder gesehen hat, wie Klaus Silvia küsst, zieht sie entnervt aus der Müllerschen Wohnung aus.
Die Kinder haben inzwischen in ihrem Onkel Alois einen treuen Aufpasser gefunden, der zudem modernen Erziehungsmethoden zugeneigt ist: Ein Kind soll von seinem Erziehungsberechtigten niemals gezwungen werden und auch keine Befehle erhalten. Stattdessen führt der Musikpädagoge Hausmusik für alle ein und das sehr zum Leidwesen der Vermieterin Emma, unter deren Pantoffel ihr gutmütiger Ehemann Gustav steht. Nachdem Emma bereits die Kündigung für die Familie Müller aufgesetzt hat, schafft Alois die Verbrüderung mit Gustav. Dieser wird durch einen einfachen Trick zum dominanten Hausherrn und weist seine ewig schwatzende und keifende Ehefrau in ihre Schranken. Mit ein wenig Glück und Diplomatie gelingt es Gustav, Irene und Klaus wieder zu versöhnen.
Am Geburtstag der Zwillinge kommen alle wieder zusammen: Die Eltern erscheinen vorzeitig aus dem Urlaub, um mitfeiern zu können, Kitty ist vom Model- und Gesangswunsch kuriert und fängt wieder an, als Kindermädchen zu arbeiten, Irene und Klaus verkünden gemeinsame Hochzeitspläne und auch Alois wird heiraten: Er hat sich in die Hausbewohnerin Asta Kolle verliebt.

## Produktion, Veröffentlichung
Der Film wurde in den Studios der TV-Star München hergestellt. 
Im Film werden verschiedene Titel gesungen:
- Hans-Jürgen Bäumler: In der Abenddämmerung
- Addi & Paolo: Hurra, unsere Eltern sind nicht da; Ein Glück, dass wieder mal die Sonne scheint
- Nilsen Brothers: Ein Tag, an dem ich wieder bei dir bin

Die Uraufführung des Films in der Bundesrepublik Deutschland fand am 23. Juli 1970 statt. Der Film wurde zudem in Belgien unter dem französischen Titel Ne vous en faites surtout pas und dem flämischen Titel Ze zijn er vandoor veröffentlicht.
Alive gab den Film am 31. März 2017 innerhalb der Reihe „Juwelen der Filmgeschichte“ auf DVD heraus.

## Kritik
Das Lexikon des internationalen Films bezeichnete Hurra, unsere Eltern sind nicht da als „gleichgültig inszeniertes Serienfilmchen für bescheidene Humorerwartungen“: „Als Mutti und Babsi [sic!] weg sind und das Dienstmädchen durchgebrannt ist, stellen Bübchen, Mäxchen und Moritz ‚lustige‘ Streiche an – etwa von der Art, daß man das Mittagessen an die Wand und in den Mülleimer wirft.“
Später wählte man eine sachlichere Ausdrucksweise, wurde inhaltlich aber eher noch ablehnender. Es sei „eine banale Geschichte, […] ausschließlich für anspruchslosen Konsum gedacht. Die Handlung hat keine Spur von Realitätsbezug, und doch werden Ansätze zu politischem Bewußtsein oder die Auseinandersetzung mit sozialen Konflikten regelrecht diffamiert.“
Auch der Evangelische Film-Beobachter entdeckte nichts Positives an dem Film: „Reich an Lärm und arm an Geist ist der auch handwerklich überaus schlampig gemachte Streifen eine Zumutung für jung und alt.“